# Hugo Alfvén
Hugo Emil Alfvén (ur. 1 maja 1872 w Sztokholmie, zm. 8 maja 1960 w Falun) – szwedzki kompozytor, dyrygent i skrzypek.

## Życiorys
W latach 1887–1891 studiował w konserwatorium w Sztokholmie u Johana Lindberga (skrzypce) oraz Johana Lindegrena (kompozycja). Studiował także malarstwo. Od 1890 do 1897 roku był drugim skrzypkiem w kapeli dworskiej w Sztokholmie. Po ukończeniu studiów kontynuował naukę gry na skrzypcach u Larsa Zetterquista. W latach 1896–1903 odbył podróż do Francji, Niemiec, Belgii, Hiszpanii, Włoch i Austrii. W Brukseli uczył się u Césara Thomsona. Po powrocie do Szwecji wykładał w latach 1903–1904 kompozycję w sztokholmskim konserwatorium.
Dyrygował licznymi chórami, m.in. Siljan i Orphei Drängar. W 1908 roku został wybrany członkiem Królewskiej Akademii Muzycznej. Od 1910 do przejścia na emeryturę w 1939 roku był dyrektorem muzycznym Uniwersytetu w Uppsali. W latach 1921–1943 pierwszy dyrygent szwedzkiego związku chórów męskich (Svenska Sångarförbundet).
Doctor honoris causa Uniwersytetu w Uppsali (1917).

## Odznaczenia
Do 1947
- Komandor 1. klasy Orderu Gwiazdy Polarnej (1943, Szwecja)[4]
- Komandor Orderu Wazów (1926, Szwecja)[5]
- Medal „Litteris et Artibus” (1916, Szwecja)[6]
- Komandor Orderu Korony (Belgia)[4]
- Komandor Orderu Białej Róży (Finlandia)[4]
- Komandor Orderu Trzech Gwiazd (Łotwa)[4]
- Komandor Orderu Domowego Orańskiego (Holandia)[4]
- Komandor Orderu Świętego Olafa (Norwegia)[4]
- Kawaler Orderu Danebroga (Dania)[4]
- Kawaler Orderu Domowego Schaumburg-Lippeńskiego[4]

## Twórczość
Muzyka Alfvéna utrzymana była w tradycji późnoromantycznej, z wyraźnymi nawiązaniami do twórczości Wagnera i Straussa. Wprowadził do muzyki szwedzkiej inspiracje rodzimym folklorem, a także przyczynił się do rozbudzenia wśród muzyków szwedzkich zainteresowania symfonią, wcześniej mało popularnym gatunkiem. Wiele jego utworów ma charakter programowy.
Skomponował m.in. 5 symfonii (I f-moll 1897, II D-dur 1898–1899, III E-dur 1905, IV c-moll „Från havsbandet” 1918–1919, V a-moll 1942–1952), poemat symfoniczny En skärgårdssägen (1905), rapsodie Midsommarvaka (1903), Uppsalarapsodi (1907) i Dalarapsodi (1937), Sonatę c-moll na skrzypce i fortepian (1896), Romans na skrzypce i fortepian (1896), Elegię na róg i orkiestrę (1898), liczne pieśni (w tym Marias sånger na głos i fortepian, 1905), oratorium Herrens bön (1899–1901), kantaty.
W latach 1946–1952 opublikował swoją czterotomową autobiografię.